# Olympische Jugend-Sommerspiele 2014/Teilnehmer (Salomonen)
| Gelbes Symbol für Goldmedaillen mit stilisierten Olympischen Ringen | Graues Symbol für Silbermedaillen mit stilisierten Olympischen Ringen | Braundes Symbol für Bronzemedaillen mit stilisierten Olympischen Ringen |
| ------------------------------------------------------------------- | --------------------------------------------------------------------- | ----------------------------------------------------------------------- |
| —                                                                   | —                                                                     | —                                                                       |

Die Jugend-Olympiamannschaft der Salomonen für die II. Olympischen Jugend-Sommerspiele vom 16. bis 28. August 2014 in Nanjing (Volksrepublik China) bestand aus drei Athleten. Sie konnten keine Medaille gewinnen.

## Athleten nach Sportarten

### Gewichtheben
Mädchen
- Arina Arina
Klasse über 63 kg: 11. Platz

### Leichtathletik
Jungen
- Jenitar Hoka
100 m: 21. Platz

### Triathlon
Mädchen
- Boris Teddy
Einzel: 32. Platz
Mixed Staffel: 16. Platz (als Teil des Teams World 2)